# Diego del Morao
Diego Moreno Jiménez, plus connu sous le nom de Diego del Morao est un guitariste flamenco né à Jerez de la Frontera (Andalucía) le 20 septembre 1978.

## Biographie
Diego del Morao est le fils du guitariste Moraíto Chico, lui-même un des plus grands guitaristes de flamenco. Il a notamment débuté la guitare avec lui, avant de parfaire sa technique avec el Carbonero.
Diego del Morao a commencé sa carrière professionnelle en accompagnant d'abord la Macanita. Il est maintenant un des guitaristes les plus sollicités pour l'accompagnement des disques de chanteurs. Il a déjà accompagné de grands "cantaores" ou de grandes "cantaoras" comme la Tana, la Montse Cortés, Diego el Cigala, Potito, ou encore el Torta...
Il est reconnu pour son "soniquete", son "swing" et son "aire", le parfait mélange entre flamenco traditionnel, un toucher très personnel, et un grand sens rythmique ("hérité du style de Jerez bien caractéristique de sa famille les Morao" comme le dit Anatole Elichégaray dans l'article en référence), sans se refuser les ouvertures du Nouveau Flamenco. 
À son disque en solo, Orate en 2010, ont collaboré, entre autres, pas moins que les cantaores: El Cigala, Niña Pastori, Diego Carrasco (es); et aussi comme guitaristes:  Moraíto Chico son père, et Paco de Lucía ! 

## Discographie
- 2010 : Orate

### Autres enregistrements
- 2003 : Fragua futura (compilation Flamenco) : une buleria en solo sur cet album[1].
- 2016: A mi Juana une de ses compositions dans la compilation: Flamenco Past & Present.

### En tant que guitariste
Pour Diego el Cigala
- 2010 : Cigala & Tango
- 2008 : Dos Lágrimas
- 2005 : Picasso en mis ojos
- 2014 : Vuelve el Flamenco

Pour Tomasa Guerrero La Macanita
- 2009 : Solo por eso
- 2002 : La Luna de Tomasa ∫ Ediciones Senador S.L
- 1998 : Jerez-Xères-Sherry

Pour Arcangel
- 2004 : La calle perdía

Pour Niña Pastori
- 2000 : Cañaílla
- 2002 : María
- 2004 : No hay quinto malo ∫ BMG Entertainement Spain S.A.
- 2006 : Joyas prestadas
- 2009 : Esperando verte

Pour Diego Carrasco
- 2000 : Inquilino del mundo[6]  ∫ Shorecord
- 2004 : Mi adn flamenco[7]  ∫ Shorecord / Nuevos Medios S.A
- 2013 : Hyppitano

Pour Montse Cortés
- 2004 : La rosa blanca

Pour La Tana
- 2006 : Tú, ven a mí  ∫ Nuevos Medios S.A

Pour José Mercé
- 2002 : Lio
- 2004 : Confí de fuá
- 2010 : Ruido
- 2012 : Mi unica llave